# Athol (condado de Worcester, Massachusetts)
Athol é um lugar designado pelo censo localizado no condado de Worcester no estado estadounidense de Massachusetts. No Censo de 2010 tinha uma população de 8.265 habitantes e uma densidade populacional de 377,29 pessoas por km².

## Geografia
Athol encontra-se localizado nas coordenadas 42° 35′ 36″ N, 72° 13′ 49″ O. Segundo a Departamento do Censo dos Estados Unidos, Athol tem uma superfície total de 21.91 km², da qual 21.19 km² correspondem a terra firme e (3.26%) 0.71 km² é água.

## Demografia
Segundo o censo de 2010, tinha 8.265 pessoas residindo em Athol. A densidade populacional era de 377,29 hab./km². Dos 8.265 habitantes, Athol estava composto pelo 94.85% brancos, o 1.03% eram afroamericanos, o 0.28% eram amerindios, o 0.94% eram asiáticos, o 0% eram insulares do Pacífico, o 0.99% eram de outras raças e o 1.91% pertenciam a duas ou mais raças. Do total da população o 3.94% eram hispanos ou latinos de qualquer raça.